# Willi Petzold
Willi Petzold (* 8. Juli 1914 in Linden; † 13. Mai 1997) war ein deutscher Fußballspieler.

## Karriere
Petzold gehörte Hannover 96 an, für den Verein er von 1933 bis 1948 in Punkt- und Pokalspielen zum Einsatz kam.
Von 1933 bis 1941 spielte er in der Gauliga Niedersachsen, eine von 16 Gauligen zur Zeit des Nationalsozialismus als höchste einheitliche Spielklasse im Deutschen Reich. In der Folgesaison wurde er mit seiner Mannschaft Gaumeister, wie auch 1938. In der ab der Saison 1939/40 in zwei Gruppen ausgespielten Meisterschaft, unterlag er mit Hannover 96 im Finalspiel um die Gaumeisterschaft dem VfL Osnabrück, Sieger der Gruppe Nord, mit 4:5 nach Hin- und Rückspiel. In der Folgesaison revanchierte sich Petzolds Verein mit 4:2 nach Hin- und Rückspiel. 
In der durch kriegsbedingte Aufteilung der Gauliga Niedersachsen entstandenen Gauliga Südhannover-Braunschweig, neben der Gauliga Weser-Ems, spielte er die Saison 1942/43 und 1943/44 und wurde mit seiner Mannschaft jeweils Fünfter. Ob er innerhalb dieser Gauliga in der Gruppe Braunschweig spielte ist unklar.
Aufgrund der drei errungenen Gaumeisterschaften nahm er auch an den Endrundenspielen um die Deutsche Meisterschaft teil. In der Saison 1934/35 bestritt er in der Gruppe B alle sechs Spiele und schied als Gruppenzweiter hinter dem FC Schalke 04 aus dem Wettbewerb aus. Die Saison 1937/38 beendete er nach nur zwei Endrundenspiele als Deutscher Meister, wobei er das Finale, das am 26. Juni in Berlin gegen den hohen Favoriten FC Schalke 04 nach dem 3:3-Unentschieden n. V., keinen Sieger fand, ebenso bestritt, wie auch das erst am 3. Juli an selber Stätte angesetzte, das mit 4:3 nach Verlängerung entschieden wurde. In der Endrunde um die Deutsche Meisterschaft 1940/41 bestritt er noch einmal alle vier Spiele für Hannover 96 in der Untergruppe 2b; als Gruppenzweiter hinter dem FC Schalke 04 schied er mit seiner Mannschaft aus dem Wettbewerb aus. 
Während der Besetzung Hannovers durch die Alliierten als Folge des Zweiten Weltkrieges wurde Hannover 96 im Jahr 1945 wie alle Vereine in Deutschland aufgelöst. 1946 erfolgte die Wiedergründung des Vereins. 1947 erreichte der Verein am grünen Tisch die Aufnahme in die – als eine von fünf höchsten Spielklassen – neu gegründete Oberliga Nord. Am Ende seiner Premierensaison, die Hannover 96 als Elfter von zwölf teilnehmenden Mannschaften abschloss und in die 1. Amateurliga absteigen musste, beendete er seine aktive Fußballerkarriere.
Im Jahr 1935 neu eingeführten Pokalwettbewerb um den Tschammerpokal bestritt Petzold 1935, 1937, 1938 und 1942 jeweils ein Spiel. Nur im Jahr 1941 waren es mit drei mehr Pokalspiele, bevor seine Mannschaft am 24. August bei der 2:9-Achtelfinalniederlage beim späteren Pokalsieger Dresdner SC aus dem Wettbewerb ausschied.

## Erfolge
- Deutscher Meister 1938
- Gaumeister Niedersachsen 1935, 1938, 1941